# Ресурси і запаси вугілля

## Загальна характеристика
Викопне вугілля поширене на всіх континентах, на шельфі морів і океанів, а іноді і в їх глибоководних частинах. Світові прогнозні ресурси вугілля до цього часу повністю не враховані, а оцінки їх суперечливі. Прогнозні ресурси вугілля у світі на початок 1998 р. становили близько 32,5 трлн т, з них на суші — 24,5 трлн т (у тому числі бурого вугілля — 8,44 трлн т).
Найбільшими прогнозними ресурсами вугілля володіє Євразія — 14,4 трлн т. У Північній і Південній Америці зосереджено 6,33 трлн т, з них 4,76 трлн т — бурого вугілля. Прогнозні ресурси Австралії і Океанії оцінюються в 1,51 трлн т, Африки — 0,22 трлн т. Істотні прогнозні ресурси вугілля відомі в Антарктиді, де вони, імовірно, перевищують 2 трлн т тільки кам'яного вугілля. Прогнозні ресурси морів і океанів оцінюються приблизно в 8 трлн т.
Світові достовірно підраховані запаси вугілля в надрах (в дужках в тому числі антрациту і кам'яного), за станом на початок 1999 р., оцінювалися (в млн т): всього 984211 (509491), в тому числі в країнах Північної Америки 256477 (116707), з них в США 246643 (111338), Канаді 8623 (4509), Мексиці 1211 (860); Латинській Америці 21574 (7839), з них в Бразилії 11950 (немає), Колумбії 6749 (6368), Венесуелі 479 (479); Європі 122032 (41664), з них в Болгарії 2711 (13), Чехії 6177 (2613), Франції 116 (95), Німеччині 67000 (24000), Греції 2874 (немає), Угорщині 4461 (596), Україні 34356 (16388); Польщі 14309 (12113), Румунії 3611 (1), Іспанії 660 (200), Туреччині 1075 (449), Великій Британії 1500 (1000), РФ 157010 (49088); у Казахстані 34000 (31000), Африці і на Середньому Сході 61605 (61355), з них в ПАР 55333 (55333), Зімбабве 734 (734), інших країнах Африки 5345 (5095), країнах Середнього Сходу 193 (193); Азії і тихоокеанського регіону 292345 (184450), з них в Австралії 90400 (47300), Китаї 114500 (62200), Індії 74733 (72733), Індонезії 5220 (770), Японії 785 (785), Новій Зеландії 571 (29), Північній Кореї 600 (300), Пакистані 2928 (немає), Південній Кореї 82 (82).
Найбільшими підтвердженими запасами вугілля всіх типів володіють США, Китай, Австралія, Німеччина, Росія, Канада, Велика Британія і ПАР.
Світові доведені запаси кам'яного вугілля, станом на 2000 р., показані на гістограмі (у млн т), а їх розподіл по материках — у таблиці 1 (Джерело: Statistical Review of World Energy).

## Таблиці
Табл. 1. Розподіл світових запасів кам'яного вугілля (у %):
| Північна Америка                | 24,2 |
| Південна Америка                | 1,0  |
| Європа                          | 15,2 |
| Країни пострадянського простору | 23,4 |
| Африка і Близький Схід          | 6,0  |
| Азія і Тихоокеанський регіон    | 30,2 |

Табл. 2. Основні вугільні басейни світу:
| Вугільні басейни                        | Країна          | Підтв. запаси, млн т | Тип вугілля*. |
| Ордоський                               | КНР             | 100000               | К             |
| Іллінойський                            | США             | 99995                | К             |
| Аппалачський                            | США             | 93431                | К             |
| Кансько-Ачинський                       | Росія           | 80197                | Б             |
| Кузнецький                              | Росія           | 57632                | К             |
| Вітбанк                                 | ПАР             | 51123                | К             |
| Паудер-Рівер                            | США             | 50929                | СБ            |
| Нижньорейнський                         | Німеччина       | 50000                | Б             |
| Донецький                               | Україна,        | 48310                | К             |
| Альберта                                | Канада, США     | 46582                | К, Б          |
| Латроб-Валлі                            | Австралія       | 40500                | Б             |
| Нижньорейнсько-Вестфальський (Рурський) | Німеччина       | 36540                | К             |
| Форт-Юніон                              | США             | 31238                | Б             |
| Дамодарський                            | Індія           | 31058                | К             |
| Боуен                                   | Австралія       | 23678                | К             |
| Сідней                                  | Австралія       | 22243                | К             |
| Йоркшир-Ноттінгемшир                    | Велика Британія | 15380                | К             |
| Техаський                               | США             | 13234                | Б             |
| Західний                                | США             | 10160                | К             |
| Південний Уельс                         | Велика Британія | 8000                 | К             |

Примітки: * К — кам'яне, СБ — суббітумінозне, Б — буре

Таблиця — Запаси кам′яного і бурого вугілля в країнах світу (2008 р.).
| Країна       | Кам′яне вугілля, млн т | Буре вугілля, млн т | Всього, млн т | У % від світових запасів | Забезпеченість запасами, роки |
| 1. США       | 115891                 | 134103              | 249994        | 25,4                     | 252                           |
| 2. Росія     | 49088                  | 107922              | 157010        | 15,9                     | 500                           |
| 3. КНР       | 62200                  | 52300               | 114500        | 11,6                     | 82                            |
| 4. Індія     | 82396                  | 2000                | 84396         | 8,6                      | 235                           |
| 5. Австралія | 42550                  | 39540               | 82090         | 8,3                      | 243                           |
| 6. Німеччина | 23000                  | 43000               | 66000         | 6,7                      | 317                           |
| 7. ПАР       | 49520                  | -                   | 49520         | 5,0                      | 221                           |
| 8. Україна   | 16274                  | 17879               | 34153         | 3,5                      | 412                           |
| 9. Казахстан | 31000                  | 3000                | 34000         | 3,5                      | 464                           |
| 10. Польща   | 20300                  | 1860                | 22160         | 2,3                      | 138                           |

## По країнах
США володіють найбільшими у світі підтвердженими запасами вугілля всіх типів, при цьому кам'яне (бітумінозне) вугілля і антрацити зосереджені у вугільних басейнах східної і центральної частини країни: Аппалачському (штати Пенсільванія, Огайо, Західна Вірджинія, Теннессі, Алабама, східна частина Кентуккі), Іллінойському (штати Іллінойс, західна частина Кентуккі, Індіана), Внутрішньому Західному (штати Айова, Міссурі, Оклахома, Канзас, Небраска) і Пенсильванському (західна частина штату Пенсільванія, антрацити).
Басейни з бурим і суббітумінозним вугіллям розташовані в західній частині (штати Північна і Південна Дакота, Вайомінг, Монтана, Юта, Колорадо, Аризона, Нью-Мексико), а також на півдні країни (штати Техас, Арканзас, Міссісіпі, Луїзіана, Алабама). Запаси вугілля в США характеризуються в основному пологим заляганням пластів (середня потужність — бл. 1 м) на невеликій глибині, поширеністю на великих площах, стійкістю бічних порід, помірним вмістом води та газу, а також великою різноманітністю типів вугілля і загалом високою їх якістю.
Китай посідає друге після США місце у світі за обсягом підтверджених запасів вугілля всіх типів. Бл. 95 % з них зосереджено в провінціях Шаньсі, Шеньсі, Хейлунцзян, Гуйчжоу, Хенань, Аньхой, Юньнань, Шаньдун, Хебей і в автономних районах Синьцзян-Уйгурському і Внутрішній Монголії. У межах великих вугільних басейнів є як родовища з пологими вугільними пластами, так і родовища складнішої будови, вугілля яких сильно метаморфізоване (провінція Шаньдун). Якість китайського вугілля поступається якості американського, хоч в Китаї є родовища з високосортним вугіллям, частково придатним для коксування (наприклад, Фушунське).
У Росії головні вугільні басейни — Кузнецький, Печорський, Південно-Якутський і російська частина Донецького.
Основним у ПАР є басейн Вітбанк, де вугільні пласти залягають відносно полого, на невеликій глибині (бл. 100 м), але вугілля характеризується значною зольністю, і лише незначна частина його придатна для коксування.
У Австралії найголовнішими вугільними басейнами є Боуен і Сідней. У басейні Боуен (штат Квінсленд) вугільні пласти залягають у сприятливих гірничо-геологічних умовах, вугілля хорошої якості. У басейні Сідней (штат Новий Південний Уельс) вугільні пласти тектонічно порушені значно сильніше, а вугілля має підвищену зольність, але добре коксується.
У Німеччині основні вугільні басейни Нижньорейнсько-Вестфальський або Рурський (кам'яне вугілля) і Нижньорейнський (буре вугілля). У Рурському басейні вугільні пласти мають в основному круте падіння, часто сильно тектонічно порушені, залягають на великій глибині, водо- і газонасичені.
Найважливішими вугільними басейнами Канади є Альберта (буре вугілля і лігніти) і ряд басейнів регіону Скелястих гір. Родовища Скелястих гір характеризуються звичайно пологим заляганням пластів, вугілля добре коксується.
В Україні основним вугільним басейном є Донецький (Донбас). Тут також розташовані Львівсько-Волинський (кам'яне вугілля) та Придніпровський (буре вугілля) басейни. Прогнозні запаси вугілля в Україні становлять 117,5 млрд т, промислові запаси на діючих шахтах — 6,5 млрд т. З них 3,5 млрд т (54 %) — запаси енергетичного вугілля. Запаси вугілля становлять 95,4 % від загального обсягу запасів органічного палива в країні. На 01.01.2006 р. на обліку діючих вугледобувних підприємств перебувало 1364 шахтопласти, із яких відпрацьовувалися 345, в тому числі 91 — викидонебезпечні.
Загалом найсприятливіші для відробки запаси вугілля в США, Австралії і ПАР, найскладніші — в країнах Європи, зокрема в Україні.

## Видобуток вугілля
В кінці ХХ ст. (1998) видобуток та споживання вугілля (млн т) в країнах світу складали (в дужках в тому числі антрациту і кам'яного): в КНР 1235,50 (1185,50); США 1014,20 (934,20); Австралії 355,50 (289,70); Індії 323,00 (300,00); РФ 232,00 (149,00); ПАР 222,30 (222,30); Німеччині 207,50 (41,30); Польщі 180,00 (117,00); Україні 76,20 (74,20); Чехії 75,70 (24,90); Канаді 75,38 (63,59); Північній Кореї 75,00 (60,00); Казахстані 68,70 (65,70); Індонезії 61,20 (61,20); Греції 60,40 (немає); Сербії і Чорногорії 43,20 (0,10); Туреччині 42,30 (2,30); Великій Британії 41,30 (41,30); Колумбії 34,00 (34,00); Румунії 33,00 (4,00); Болгарії 31,12 (0,10); Іспанії 26,10 (12,40); Таїланді 21,20 (4,70); Угорщині 14,50 (0,90); В'єтнамі 11,70 (11,70); Мексиці 10,00 (10,00); Венесуелі 6,80 (6,80); Македонії 6,50 (немає); Франції 6,10 (5,30); Бразилії 5,60 (5,60); Словенії 5,20 (немає); Монголії 5,20 (2,00); Зімбабве 5,05 (5,05); Південній Кореї 4,30 (4,30); Словаччині 4,00 (немає); Новій Зеландії 3,70 (3,50); Японії 3,60 (3,60); Пакистані 3,10 (3,10); Узбекистані 3,00 (немає); Боснії і Герцеговині 2,00 (немає); Ірані 1,81 (1,81); Австрії 1,00 (немає); на Філіппінах 1,00 (1,00); в Чилі 0,90 (0,90); Ботсвані 0,80 (0,80); Тайвані 0,50 (0,50); Киргизстані 0,50 (0,50); Свазіленді 0,41 (0,41); Марокко 0,40 (0,40); Малайзії 0,35 (0,35); Норвегії 0,33 (0,33); Аргентині 0,24 (0,24); Афганістані 0,23 (0,23); Єгипті 0,20 (0,20); Нігері 0,15 (0,15); Замбії 0,15 (0,15); Мозамбіку 0,14 (0,14); Танзанії 0,10 (0,10); Нігерії 0,09 (0,09); Італії 0,08 (немає); Перу 0,08 (0,08); Малаві 0,05 (0,05); Хорватії 0,05 (0,05); Албанії 0,03 (0,03); М'янмі 0,02 (0,02); Таджикистані 0,01 (0,01).
Світове споживання вугілля (1998) склало (в млн т нафтового еквівалента): всього 2219,4 (за 1997 р. 2265,8), в тому числі в азіатсько-тихоокеанському регіоні 1015,5; Північній Америці 565,6; Європі 350,5; країнах колишнього СРСР 166,5; Африці 95,9; Південній і Центральній Америці 18,6; на Середньому Сході 6,8.

## Перспективи
При стабільному рівні видобутку світові запаси вугілля достатні для розробки протягом 218 років, у тому числі в країнах колишнього СРСР 500, Африки і Середнього Сходу 266, Північної Америки 235, Латинської Америки понад 500, Європи 158 і Азійсько-Тихоокеанського регіону 146 років.